# Conjure and Command
Conjure and Command är det fjärde studioalbumet av det amerikanska black metal/thrash metal-bandet Toxic Holocaust, utgivet i juli 2011 av skivbolaget Relapse Records.

## Låtlista
1. "Judgement Awaits You" – 1:55
2. "Agony of the Damned" – 3:59
3. "Bitch" – 2:49
4. "Red Winter" – 3:32
5. "Nowhere to Run" – 3:46
6. "I Am Disease" – 4:24
7. "In the Depths (of Your Mind)" – 2:43
8. "The Liars Are Burning" – 2:54
9. "Revelations" – 2:50
10. "Sound the Charge" – 3:17

- Text och musik: Joel Grind

## Medverkande
Musiker (Toxic Holocaust-medlemmar)
- Joel Grind – sång, gitarr
- Phil Gnaast (Phil Zeller) – basgitarr, bagrundssång
- Nikki Bellmore – trummor

Bidragande musiker
- Tim Smith – bakgrundssång

Produktion
- Dan Randall – mastering
- Joel Grind – omslagsdesign
- Dave Schiff – omslagsdesign
- Daniel "Sawblade" Shaw – omslagskonst